# Приозерне (Борзинський район)
Приозе́рне (рос. Приозёрное) — село у складі Борзинського району Забайкальського краю, Росія. Адміністративний центр Приозерного сільського поселення.
Стара назва — Підсобне хозяйство.

## Населення
Населення — 358 осіб (2010; 491 у 2002).
Національний склад (станом на 2002 рік):
- буряти — 55 %
- росіяни — 44 %